# Eisschnelllauf-Mehrkampfeuropameisterschaft 2007

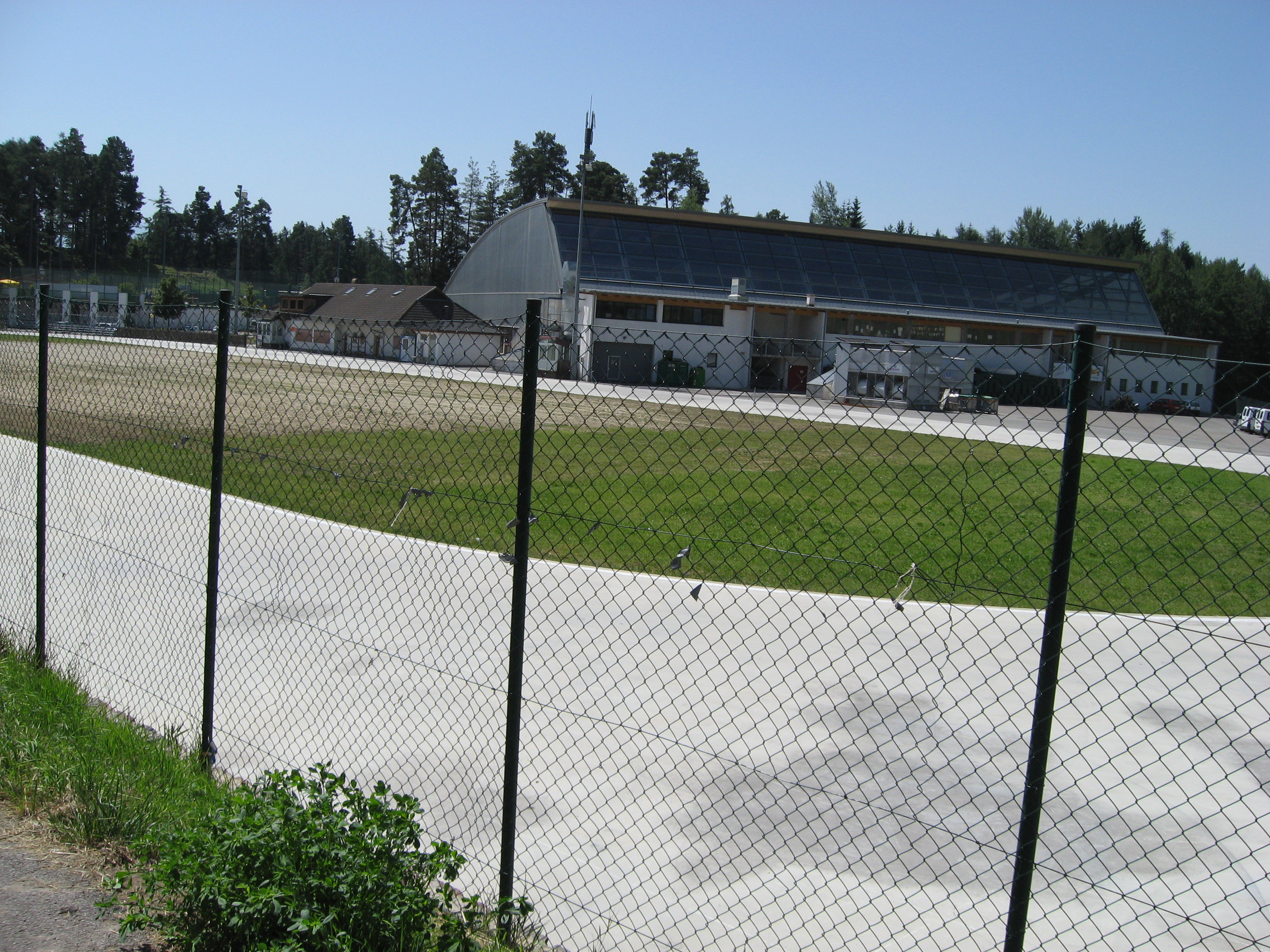
Ritten Arena

Die 103. Eisschnelllauf-Mehrkampfeuropameisterschaft (32. der Frauen) wurde vom 12. bis 14. Januar 2007 im italienischen Ritten (Klobenstein) ausgetragen.

## Teilnehmende Nationen
- 58 Sportler aus 18 Nationen nahmen am Mehrkampf teil.

| Teilnehmende Nationen              | Teilnehmende Nationen                    | Teilnehmende Nationen                 | Teilnehmende Nationen            | Teilnehmende Nationen |
| ---------------------------------- | ---------------------------------------- | ------------------------------------- | -------------------------------- | --------------------- |
| Österreich Belgien Belarus Schweiz | Tschechien Dänemark Deutschland Finnland | Frankreich Ungarn Italien Niederlande | Norwegen Polen Rumänien Russland | Schweden Ukraine      |

## Wettbewerbe

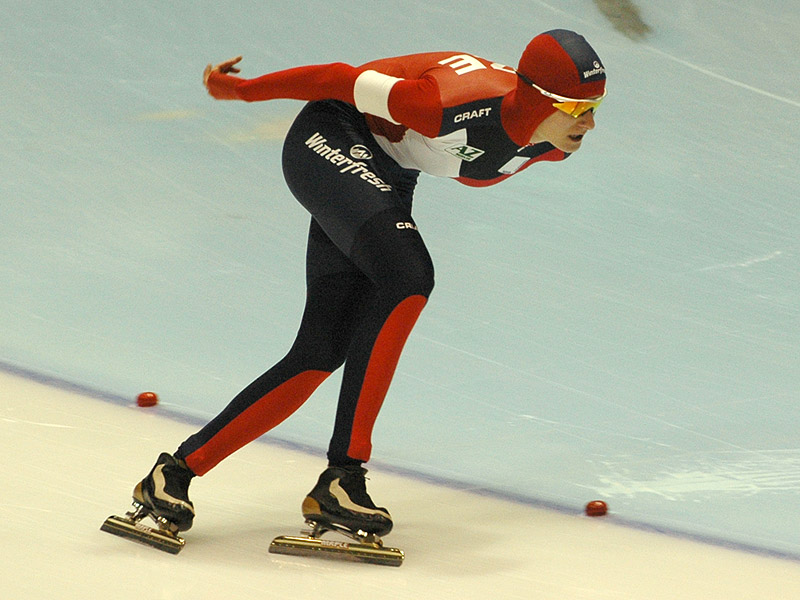
Europameisterin
Martina Sáblíková

### Frauen

#### Endstand Kleiner Vierkampf
- Zeigt die zwölf Finalteilnehmerinnen der Mehrkampf-EM über 5000 Meter

| Rang | Name                   | 500 Meter  | Pkt.  | 3000 Meter   | Pkt.  | 1500 Meter   | Pkt.  | 5000 Meter   | Pkt.  | Gesamt- punkte |
| ---- | ---------------------- | ---------- | ----- | ------------ | ----- | ------------ | ----- | ------------ | ----- | -------------- |
| 1    | Martina Sáblíková      | 40,97 (9)  | 40,97 | 4:03,52 (1)  | 40,58 | 1:58,66 (6)  | 39,55 | 6:58,45 (1)  | 41,84 | 162,954        |
| 2    | Ireen Wüst             | 39,51 (1)  | 39,51 | 4:07,61 (3)  | 41,26 | 1:56,78 (1)  | 38,92 | 7:12,73 (6)  | 43,27 | 162,977        |
| 3    | Renate Groenewold      | 41,05 (10) | 41,05 | 4:04,24 (2)  | 40,70 | 1:58,64 (5)  | 39,54 | 7:08,76 (2)  | 42,87 | 164,178        |
| 4    | Daniela Anschütz-Thoms | 40,63 (7)  | 40,63 | 4:08,28 (4)  | 41,38 | 1:58,08 (3)  | 39,36 | 7:10,49 (4)  | 43,04 | 164,419        |
| 5    | Claudia Pechstein      | 40,28 (4)  | 40,28 | 4:11,15 (6)  | 41,85 | 1:58,72 (7)  | 39,57 | 7:10,05 (3)  | 43,00 | 164,716        |
| 6    | Marja Vis              | 40,65 (8)  | 40,65 | 4:09,99 (5)  | 41,66 | 1:59,56 (9)  | 39,85 | 7:11,77 (5)  | 43,17 | 165,345        |
| 7    | Paulien van Deutekom   | 40,51 (5)  | 40,51 | 4:12,79 (10) | 42,13 | 1:58,34 (4)  | 39,44 | 7:23,94 (10) | 44,39 | 166,481        |
| 8    | Lucille Opitz          | 41,16 (12) | 41,16 | 4:12,13 (8)  | 42,02 | 1:59,77 (10) | 39,92 | 7:17,81 (9)  | 43,78 | 166,885        |
| 9    | Maren Haugli           | 41,13 (11) | 41,13 | 4:11,89 (7)  | 41,98 | 2:01,50 (13) | 40,50 | 7:14,26 (7)  | 43,42 | 167,037        |
| 10   | Jekaterina Abramowa    | 39,91 (2)  | 39,91 | 4:18,79 (13) | 43,13 | 1:57,98 (2)  | 39,32 | 7:34,62 (12) | 45,46 | 167,829        |
| 11   | Katarzyna Wójcicka     | 40,56 (6)  | 40,56 | 4:16,33 (12) | 42,72 | 1:59,79 (11) | 39,93 | 7:31,08 (11) | 45,10 | 168,319        |
| 12   | Andrea Jirků           | 43,46 (26) | 43,46 | 4:12,51 (9)  | 42,08 | 2:03,37 (16) | 41,12 | 7:17,44 (8)  | 43,74 | 170,412        |

#### 500 Meter
| Platz | Name                   | Land        | Zeit  | Punkte |
| ----- | ---------------------- | ----------- | ----- | ------ |
| 1     | Ireen Wüst             | Niederlande | 39,51 | 39,51  |
| 2     | Jekaterina Abramowa    | Russland    | 39,91 | 39,91  |
| 3     | Jekaterina Lobyschewa  | Russland    | 40,15 | 40,15  |
| 4     | Claudia Pechstein      | Deutschland | 40,28 | 40,28  |
| 5     | Paulien van Deutekom   | Niederlande | 40,51 | 40,51  |
| 6     | Katarzyna Wójcicka     | Polen       | 40,56 | 40,56  |
| 7     | Daniela Anschütz-Thoms | Deutschland | 40,63 | 40,63  |
| 8     | Marja Vis              | Niederlande | 40,65 | 40,65  |
| 9     | Martina Sáblíková      | Tschechien  | 40,97 | 40,97  |
| 10    | Renate Groenewold      | Niederlande | 41,05 | 41,05  |
|       |                        |             |       |        |
| 12    | Lucille Opitz          | Deutschland | 41,16 | 41,16  |
| 15    | Katrin Mattscherodt    | Deutschland | 41,68 | 41,68  |
| 16    | Anna Rokita            | Österreich  | 41,80 | 41,80  |
| 25    | Martina Windhager      | Österreich  | 43,04 | 43,04  |

#### 3000 Meter
| Platz | Name                   | Land        | Zeit    | Punkte |
| ----- | ---------------------- | ----------- | ------- | ------ |
| 1     | Martina Sáblíková      | Tschechien  | 4:03,52 | 40,58  |
| 2     | Renate Groenewold      | Niederlande | 4:04,24 | 40,70  |
| 3     | Ireen Wüst             | Niederlande | 4:07,61 | 41,26  |
| 4     | Daniela Anschütz-Thoms | Deutschland | 4:08,28 | 41,38  |
| 5     | Marja Vis              | Niederlande | 4:09,99 | 41,66  |
| 6     | Claudia Pechstein      | Deutschland | 4:11,15 | 41,85  |
| 7     | Maren Haugli           | Norwegen    | 4:11,89 | 41,98  |
| 8     | Lucille Opitz          | Deutschland | 4:12,13 | 42,02  |
| 9     | Andrea Jirků           | Tschechien  | 4:12,51 | 42,08  |
| 10    | Paulien van Deutekom   | Niederlande | 4:12,79 | 42,13  |
| 11    | Katrin Mattscherodt    | Deutschland | 4:15,13 | 42,52  |
|       |                        |             |         |        |
| 14    | Anna Rokita            | Österreich  | 4:19,85 | 43,30  |
| 22    | Martina Windhager      | Österreich  | 4:26,17 | 44,36  |

#### 1500 Meter
| Platz | Name                   | Land        | Zeit    | Punkte |
| ----- | ---------------------- | ----------- | ------- | ------ |
| 1     | Ireen Wüst             | Niederlande | 1:56,78 | 38,92  |
| 2     | Jekaterina Abramowa    | Russland    | 1:57,98 | 39,32  |
| 3     | Daniela Anschütz-Thoms | Deutschland | 1:58,08 | 39,36  |
| 4     | Paulien van Deutekom   | Niederlande | 1:58,34 | 39,44  |
| 5     | Renate Groenewold      | Niederlande | 1:58,64 | 39,54  |
| 6     | Martina Sáblíková      | Tschechien  | 1:58,66 | 39,55  |
| 7     | Claudia Pechstein      | Deutschland | 1:58,72 | 39,57  |
| 8     | Jekaterina Lobyschewa  | Russland    | 1:59,53 | 39,84  |
| 9     | Marja Vis              | Niederlande | 1:59,56 | 39,85  |
| 10    | Lucille Opitz          | Deutschland | 1:59,77 | 39,92  |
|       |                        |             |         |        |
| 14    | Katrin Mattscherodt    | Deutschland | 2:02,05 | 40,68  |
| 15    | Anna Rokita            | Österreich  | 2:03,12 | 41,04  |
| 25    | Martina Windhager      | Österreich  | 2:07,38 | 42,46  |

#### 5000 Meter
| Platz | Name                   | Land        | Zeit    | Punkte |
| ----- | ---------------------- | ----------- | ------- | ------ |
| 1     | Martina Sáblíková      | Tschechien  | 6:58,45 | 41,84  |
| 2     | Renate Groenewold      | Niederlande | 7:08,76 | 42,87  |
| 3     | Claudia Pechstein      | Deutschland | 7:10,05 | 43,00  |
| 4     | Daniela Anschütz-Thoms | Deutschland | 7:10,49 | 43,04  |
| 5     | Marja Vis              | Niederlande | 7:11,77 | 43,17  |
| 6     | Ireen Wüst             | Niederlande | 7:12,73 | 43,27  |
| 7     | Maren Haugli           | Norwegen    | 7:14,26 | 43,42  |
| 8     | Andrea Jirků           | Tschechien  | 7:17,44 | 43,74  |
| 9     | Lucille Opitz          | Deutschland | 7:17,81 | 43,78  |
| 10    | Paulien van Deutekom   | Niederlande | 7:23,94 | 44,39  |

### Männer

#### Endstand Großer Vierkampf
- Zeigt die zwölf Finalteilnehmer der Mehrkampf-EM über 10.000 Meter

| Rang | Name                | 500 Meter  | Pkt.  | 5000 Meter   | Pkt.  | 1500 Meter       | Pkt.  | 10.000 Meter  | Pkt.  | Gesamt- punkte |
| ---- | ------------------- | ---------- | ----- | ------------ | ----- | ---------------- | ----- | ------------- | ----- | -------------- |
| 1    | Sven Kramer         | 36,76 (5)  | 36,76 | 6:15,65 (1)  | 37,56 | 1:44,86 (2)      | 34,95 | 13:10,44 (1)  | 39,52 | 148,800        |
| 2    | Enrico Fabris       | 36,38 (1)  | 36,38 | 6:20,28 (3)  | 38,02 | 1:44,72 (1) (CR) | 34,90 | 13:21,51 (3)  | 40,07 | 149,389        |
| 3    | Carl Verheijen      | 37,53 (12) | 37,53 | 6:19,67 (2)  | 37,96 | 1:47,34 (9)      | 35,78 | 13:15,37 (2)  | 39,76 | 151,045        |
| 4    | Håvard Bøkko        | 36,99 (6)  | 36,99 | 6:24,41 (4)  | 38,44 | 1:47,10 (7)      | 35,70 | 13:27,38 (4)  | 40,36 | 151,500        |
| 5    | Iwan Skobrew        | 36,39 (2)  | 36,39 | 6:39,28 (13) | 39,92 | 1:46,68 (4)      | 35,56 | 13:45,01 (9)  | 41,25 | 153,128        |
| 6    | Eskil Ervik         | 37,96 (16) | 37,96 | 6:24,85 (5)  | 38,48 | 1:47,56 (10)     | 35,85 | 13:36,62 (8)  | 40,83 | 153,129        |
| 7    | Tobias Schneider    | 37,48 (11) | 37,48 | 6:35,72 (10) | 39,57 | 1:47,03 (6)      | 35,67 | 13:34,14 (5)  | 40,70 | 153,435        |
| 8    | Mark Tuitert        | 36,60 (4)  | 36,60 | 6:36,79 (11) | 39,67 | 1:46,19 (3)      | 35,39 | 14:05,27 (11) | 42,26 | 153,938        |
| 9    | Henrik Christiansen | 38,13 (17) | 38,13 | 6:31,12 (7)  | 39,11 | 1:47,87 (12)     | 35,95 | 13:35,72 (6)  | 40,78 | 153,984        |
| 10   | Wouter Olde Heuvel  | 37,57 (14) | 37,57 | 6:28,96 (6)  | 38,89 | 1:47,60 (11)     | 35,86 | 13:54,40 (10) | 41,72 | 154,052        |
| 11   | Sverre Haugli       | 38,20 (18) | 38,20 | 6:31,55 (8)  | 39,15 | 1:48,16 (14)     | 36,05 | 13:35,92 (7)  | 40,79 | 154,204        |
| 12   | Matteo Anesi        | 37,22 (8)  | 37,22 | 6:38,62 (12) | 39,86 | 1:48,85 (15)     | 36,28 | 14:22,38 (12) | 43,11 | 156,484        |

#### 500 Meter
| Platz | Name                | Land        | Zeit  | Punkte |
| ----- | ------------------- | ----------- | ----- | ------ |
| 1     | Enrico Fabris       | Italien     | 36,38 | 36,38  |
| 2     | Iwan Skobrew        | Russland    | 36,39 | 36,39  |
| 3     | Konrad Niedźwiedzki | Polen       | 36,52 | 36,52  |
| 4     | Mark Tuitert        | Niederlande | 36,60 | 36,60  |
| 5     | Sven Kramer         | Niederlande | 36,76 | 36,76  |
| 6     | Håvard Bøkko        | Norwegen    | 36,99 | 36,99  |
| 7     | Jarmo Valtonen      | Finnland    | 37,14 | 37,14  |
| 8     | Matteo Anesi        | Italien     | 37,22 | 37,22  |
| 9     | Alexis Contin       | Frankreich  | 37,35 | 37,35  |
| 10    | Stefan Heythausen   | Deutschland | 37,46 | 37,46  |
| 11    | Tobias Schneider    | Deutschland | 37,48 | 37,48  |
|       |                     |             |       |        |
| 20    | Martin Hänggi       | Schweiz     | 38,76 | 38,76  |
| 26    | Christian Pichler   | Österreich  | 39,30 | 39,30  |

#### 5000 Meter
| Platz | Name                | Land        | Zeit    | Punkte |
| ----- | ------------------- | ----------- | ------- | ------ |
| 1     | Sven Kramer         | Niederlande | 6:15,65 | 37,56  |
| 2     | Carl Verheijen      | Niederlande | 6:19,67 | 37,96  |
| 3     | Enrico Fabris       | Italien     | 6:20,28 | 38,02  |
| 4     | Håvard Bøkko        | Norwegen    | 6:24,41 | 38,44  |
| 5     | Eskil Ervik         | Norwegen    | 6:24,85 | 38,48  |
| 6     | Wouter Olde Heuvel  | Niederlande | 6:28,96 | 38,89  |
| 7     | Henrik Christiansen | Norwegen    | 6:31,12 | 39,11  |
| 8     | Sverre Haugli       | Norwegen    | 6:31,55 | 39,15  |
| 9     | Johan Röjler        | Schweden    | 6:35,46 | 39,54  |
| 10    | Tobias Schneider    | Deutschland | 6:35,72 | 39,57  |
|       |                     |             |         |        |
| 15    | Stefan Heythausen   | Deutschland | 6:42,44 | 40,24  |
| 21    | Christian Pichler   | Österreich  | 6:50,43 | 41,04  |
| 30    | Martin Hänggi       | Schweiz     | 7:06,32 | 42,63  |

#### 1500 Meter
| Platz | Name                | Land        | Zeit         | Punkte |
| ----- | ------------------- | ----------- | ------------ | ------ |
| 1     | Enrico Fabris       | Italien     | 1:44,72 (CR) | 34,90  |
| 2     | Sven Kramer         | Niederlande | 1:44,86      | 34,95  |
| 3     | Mark Tuitert        | Niederlande | 1:46,19      | 35,39  |
| 4     | Iwan Skobrew        | Russland    | 1:46,68      | 35,56  |
| 5     | Konrad Niedźwiedzki | Polen       | 1:46,96      | 35,65  |
| 6     | Tobias Schneider    | Deutschland | 1:47,03      | 35,67  |
| 7     | Håvard Bøkko        | Norwegen    | 1:47,10      | 35,70  |
| 8     | Stefan Heythausen   | Deutschland | 1:47,28      | 35,76  |
| 9     | Carl Verheijen      | Niederlande | 1:47,34      | 35,78  |
| 10    | Eskil Ervik         | Norwegen    | 1:47,56      | 35,85  |
|       |                     |             |              |        |
| 22    | Christian Pichler   | Österreich  | 1:52,07      | 37,35  |
| 26    | Martin Hänggi       | Schweiz     | 1:54,32      | 38,10  |

#### 10.000 Meter
| Platz | Name                | Land        | Zeit     | Punkte |
| ----- | ------------------- | ----------- | -------- | ------ |
| 1     | Sven Kramer         | Niederlande | 13:10,44 | 39,52  |
| 2     | Carl Verheijen      | Niederlande | 13:15,37 | 39,76  |
| 3     | Enrico Fabris       | Italien     | 13:21,51 | 40,07  |
| 4     | Håvard Bøkko        | Norwegen    | 13:27,38 | 40,36  |
| 5     | Tobias Schneider    | Deutschland | 13:34,14 | 40,70  |
| 6     | Henrik Christiansen | Norwegen    | 13:35,72 | 40,78  |
| 7     | Sverre Haugli       | Norwegen    | 13:35,92 | 40,79  |
| 8     | Eskil Ervik         | Norwegen    | 13:36,62 | 40,83  |
| 9     | Iwan Skobrew        | Russland    | 13:45,01 | 41,25  |
| 10    | Wouter Olde Heuvel  | Niederlande | 13:54,40 | 41,72  |